# Releveur de l'année (Rolaids)

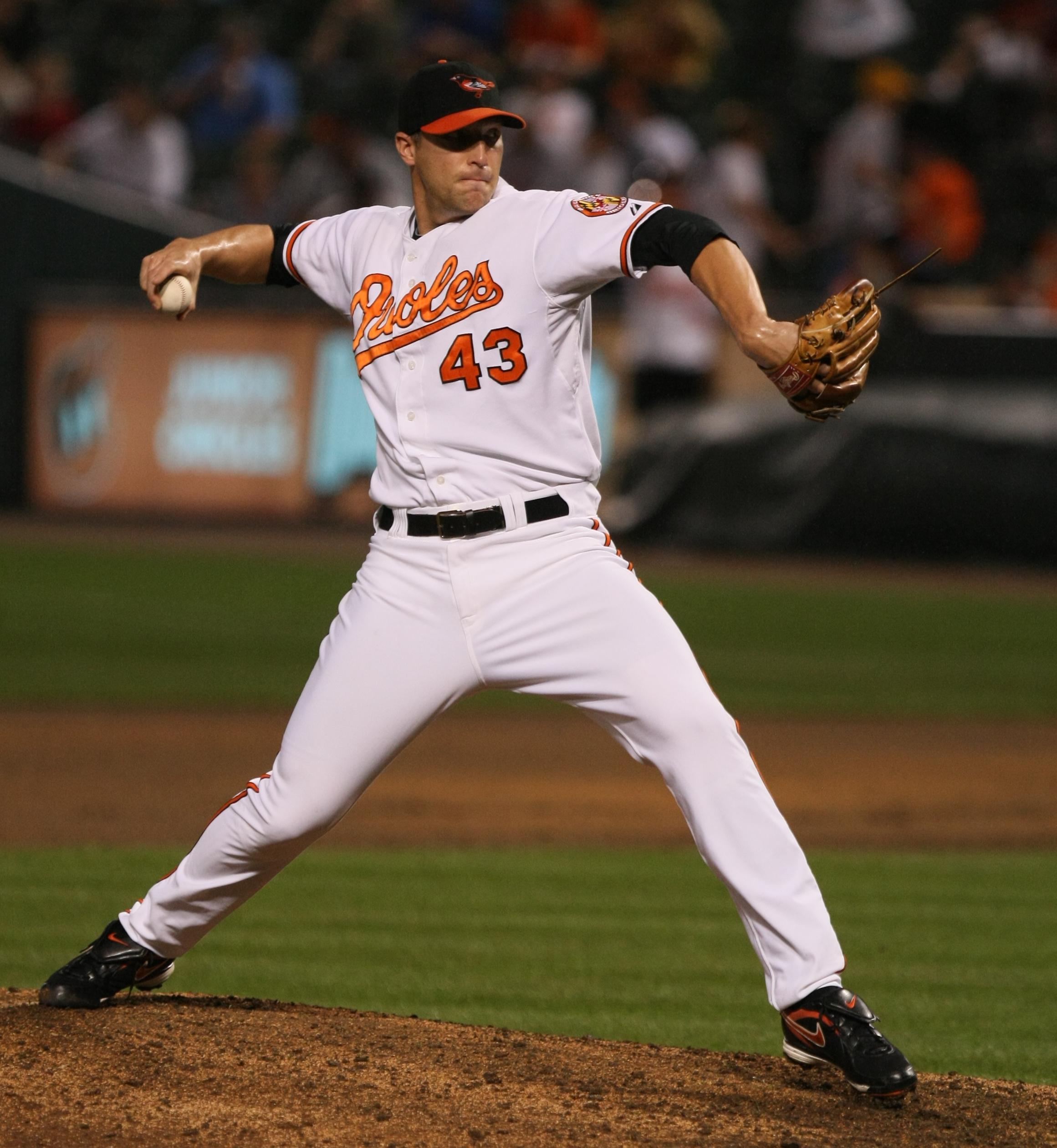
Jim Johnson des Orioles de Baltimore remporte le prix en 2012 dans la Ligue américaine.

Le Releveur de l'année (en anglais : Rolaids Relief Man of the Year Award) était un prix récompensant chaque année le meilleur lanceur de relève de la Ligue nationale et de la Ligue américaine, qui composent la Ligue majeure de baseball. Le prix a existé de 1976 à 2012,.
Ce prix ne doit pas être confondu avec ceux du meilleur releveur de l'année et du mois (Delivery Man Award) remis par la Ligue majeure de baseball de 2005 à 2013, puis remplacé par le Prix Mariano Rivera et le Prix Trevor Hoffman.

## Histoire
Le prix est remis annuellement depuis la saison de baseball 1976. Contrairement aux autres récompenses des ligues majeures, comme le trophée Cy Young ou le titre de joueur de l'année, le prix du meilleur releveur est décerné en se basant sur les statistiques des lanceurs plutôt que sur une appréciation subjective du rendement des joueurs durant la saison.
La manière de déterminer les gagnants est basée sur un système de points. Les lanceurs de relève se voient par exemple accorder 2 points pour une victoire et 3 points pour un sauvetage. En revanche, 2 points sont déduits de leur total pour chaque défaite et, depuis 1988, 2 points sont retranchés pour un sabotage (c'est-à-dire une occasion de sauvetage gaspillée). En 2000, une nouvelle règle fut ajoutée, permettant aux lanceurs d'obtenir 4 points plutôt que 3 pour un sauvetage jugé plus difficile, lorsqu'un releveur entre dans la partie avec le point égalisateur déjà sur les buts. Les lanceurs de relève terminant la saison avec le score le plus élevé dans la Ligue nationale et la Ligue américaine remportent le titre de releveurs de l'année.
Le prix est commandité depuis 1976 par la compagnie d'antiacide Rolaids. Le nom donné au prix est un jeu de mots avec relief, qui signifie en anglais à la fois « soulagement » (de la douleur) et « relève », comme dans relief pitcher.

## Gagnants
| Année | Ligue américaine                                                      | Ligue nationale                           |
| ----- | --------------------------------------------------------------------- | ----------------------------------------- |
| 1976  | Bill Campbell, Twins du Minnesota                                     | Rawly Eastwick, Reds de Cincinnati        |
| 1977  | Bill Campbell, Twins du Minnesota                                     | Rollie Fingers, Padres de San Diego       |
| 1978  | Rich Gossage, Yankees de New York                                     | Rollie Fingers, Padres de San Diego       |
| 1979  | Jim Kern, Rangers du Texas                                            | Bruce Sutter, Cubs de Chicago             |
| 1980  | Dan Quisenberry, Royals de Kansas City                                | Rollie Fingers, Padres de San Diego       |
| 1981  | Rollie Fingers, Brewers de Milwaukee                                  | Bruce Sutter, Cardinals de Saint-Louis    |
| 1982  | Dan Quisenberry, Royals de Kansas City                                | Bruce Sutter, Cardinals de Saint-Louis    |
| 1983  | Dan Quisenberry, Royals de Kansas City                                | Al Holland, Phillies de Philadelphie      |
| 1984  | Dan Quisenberry, Royals de Kansas City                                | Bruce Sutter, Cardinals de Saint-Louis    |
| 1985  | Dan Quisenberry, Royals de Kansas City                                | Jeff Reardon, Expos de Montréal           |
| 1986  | Dave Righetti, Yankees de New York                                    | Todd Worrell, Cardinals de Saint-Louis    |
| 1987  | Dave Righetti, Yankees de New York                                    | Steve Bedrosian, Phillies de Philadelphie |
| 1988  | Dennis Eckersley, Athletics d'Oakland                                 | John Franco, Reds de Cincinnati           |
| 1989  | Jeff Russell, Rangers du Texas                                        | Mark Davis, Padres de San Diego           |
| 1990  | Bobby Thigpen, White Sox de Chicago                                   | John Franco, Mets de New York             |
| 1991  | Bryan Harvey, Angels de la Californie                                 | Lee Smith, Cardinals de Saint-Louis       |
| 1992  | Dennis Eckersley, Athletics d'Oakland                                 | Lee Smith, Cardinals de Saint-Louis       |
| 1993  | Jeff Montgomery, Royals de Kansas City                                | Randy Myers, Cubs de Chicago              |
| 1994  | Lee Smith, Orioles de Baltimore                                       | Rod Beck, Giants de San Francisco         |
| 1995  | José Mesa, Indians de Cleveland                                       | Tom Henke, Cardinals de Saint-Louis       |
| 1996  | John Wetteland, Yankees de New York                                   | Jeff Brantley, Reds de Cincinnati         |
| 1997  | Randy Myers, Orioles de Baltimore                                     | Jeff Shaw, Reds de Cincinnati             |
| 1998  | Tom Gordon, Red Sox de Boston                                         | Trevor Hoffman, Padres de San Diego       |
| 1999  | Mariano Rivera, Yankees de New York                                   | Billy Wagner, Astros de Houston           |
| 2000  | Todd Jones, Tigers de Détroit                                         | Antonio Alfonseca, Marlins de la Floride  |
| 2001  | Mariano Rivera, Yankees de New York                                   | Armando Benitez, Mets de New York         |
| 2002  | Billy Koch, Athletics d'Oakland                                       | John Smoltz, Braves d'Atlanta             |
| 2003  | Keith Foulke, Athletics d'Oakland                                     | Éric Gagné, Dodgers de Los Angeles        |
| 2004  | Mariano Rivera, Yankees de New York                                   | Éric Gagné, Dodgers de Los Angeles        |
| 2005  | Mariano Rivera, Yankees de New York                                   | Chad Cordero, Nationals de Washington     |
| 2006  | Francisco Rodriguez, Angels de Los Angeles                            | Trevor Hoffman, Padres de San Diego       |
| 2007  | J. J. Putz, Mariners de Seattle                                       | Jose Valverde, Diamondbacks de l'Arizona  |
| 2008  | Francisco Rodriguez, Angels de Los Angeles                            | Brad Lidge, Phillies de Philadelphie      |
| 2009  | Joe Nathan, Twins du Minnesota et Mariano Rivera, Yankees de New York | Heath Bell, Padres de San Diego           |
| 2010  | Rafael Soriano, Rays de Tampa Bay                                     | Heath Bell, Padres de San Diego           |
| 2011  | José Valverde, Tigers de Détroit                                      | John Axford, Brewers de Milwaukee         |
| 2012  | Jim Johnson, Orioles de Baltimore                                     | Craig Kimbrel, Braves d'Atlanta           |